# Adam Motor Company
Adam Motor Company Ltd. bzw. Adam Motors Ltd. ist ein pakistanischer Hersteller von Produkten für den Reha-Bereich wie   Rollstühle, die auch motorisiert sind.  Für wenige Jahre fertigte die Firma auch Automobile.

## Unternehmensgeschichte
Das Unternehmen wurde 2001 in Karatschi gegründet. Der Bau des Werks dauerte vom 18. Dezember 2002 bis zum 15. Juni 2003. Die Produktion von Automobilen und Nutzfahrzeugen lief entweder von 2002 bis 2006, von 2005 bis 2009 oder ab 2002. Die Markennamen lauteten Adam für Personenkraftwagen und Zabardast für Nutzfahrzeuge. Die Kapazität des Werkes belief sich auf 24.000 Fahrzeuge jährlich.

## Fahrzeuge
Im März 2002 wurden die ersten Lastkraftwagen nach chinesischer Lizenz gefertigt.
Geländewagen entstanden ab Dezember 2003 in Zusammenarbeit mit Beijing Jeep. Zur Wahl standen ein Ottomotor mit 2500 cm³ Hubraum und ein Dieselmotor mit 2800 cm³ Hubraum und 76 PS Leistung. Außer einem Kombi gab es auch eine offene Version, beide mit vier Türen. Im ersten Monat entstanden fünf Fahrzeuge.
Im April 2005 kam der Kleinstwagen Adam Revo auf den Markt. Er hatte vier Türen und eine große Heckklappe. Zur Wahl standen Motoren von Wuling mit 797 cm³ Hubraum und 35 PS Leistung sowie mit 1051 cm³ Hubraum und 56 PS Leistung.
600 Fahrzeugen wurden verkauft.
Der Adam Boltoro aus der Zeit von 2006 bis 2008 war ebenfalls ein Geländewagen. Er war bei einem Radstand von 2500 mm und einer Spurweite von 1510 mm (vorne) bzw. 1500 mm (hinten) 4340 mm lang, 1828 mm breit und 1870 mm hoch. Das Leergewicht war mit 1600 kg angegeben. Ein Vierzylindermotor mit 2237 cm³ Hubraum und 75 kW Leistung trieb die Fahrzeuge an.